# Rio da Barra
Der Rio da Barra ist der etwa 8 km lange linke Quellfluss des Rio Piquiri in der Mitte des brasilianischen Bundesstaats Paraná.

## Etymologie
Barra bedeutet auf Deutsch Schranke.

## Geografie

### Lage
Das Einzugsgebiet des Rio da Barra befindet sich auf dem Terceiro Planalto Paranaense (Dritte oder Guarapuava-Hochebene von Paraná).

### Verlauf
Sein Quellgebiet liegt im Munizip Guarapuava auf 1.097 m Meereshöhe am Westabhang der Serra Geral etwa 14 km westlich der Ortschaft Comunidade Mapim in der Nähe der PRC-466.
Der Fluss verläuft in nördlicher Richtung. Er bildet auf 1.040 m Höhe im Schnittpunkt der drei Munizipien Guarapuava, Campina do Simão und Turvo zusammen mit dem Rio Paiquerê den Rio Piquiri. Er ist etwa 8 km lang.

### Munizipien im Einzugsgebiet
Am Rio da Barra liegen die zwei Munizipien Guarapuava und Campina do Simão.